# Estádio do Bonfim
Estádio do Bonfim – wielofunkcyjny stadion w Setúbal, w Portugalii. Został otwarty 16 września 1962 roku. Może pomieścić 21 400 widzów. Swoje spotkania rozgrywa na nim drużyna Vitória Setúbal.